# Detlef Altenbeck

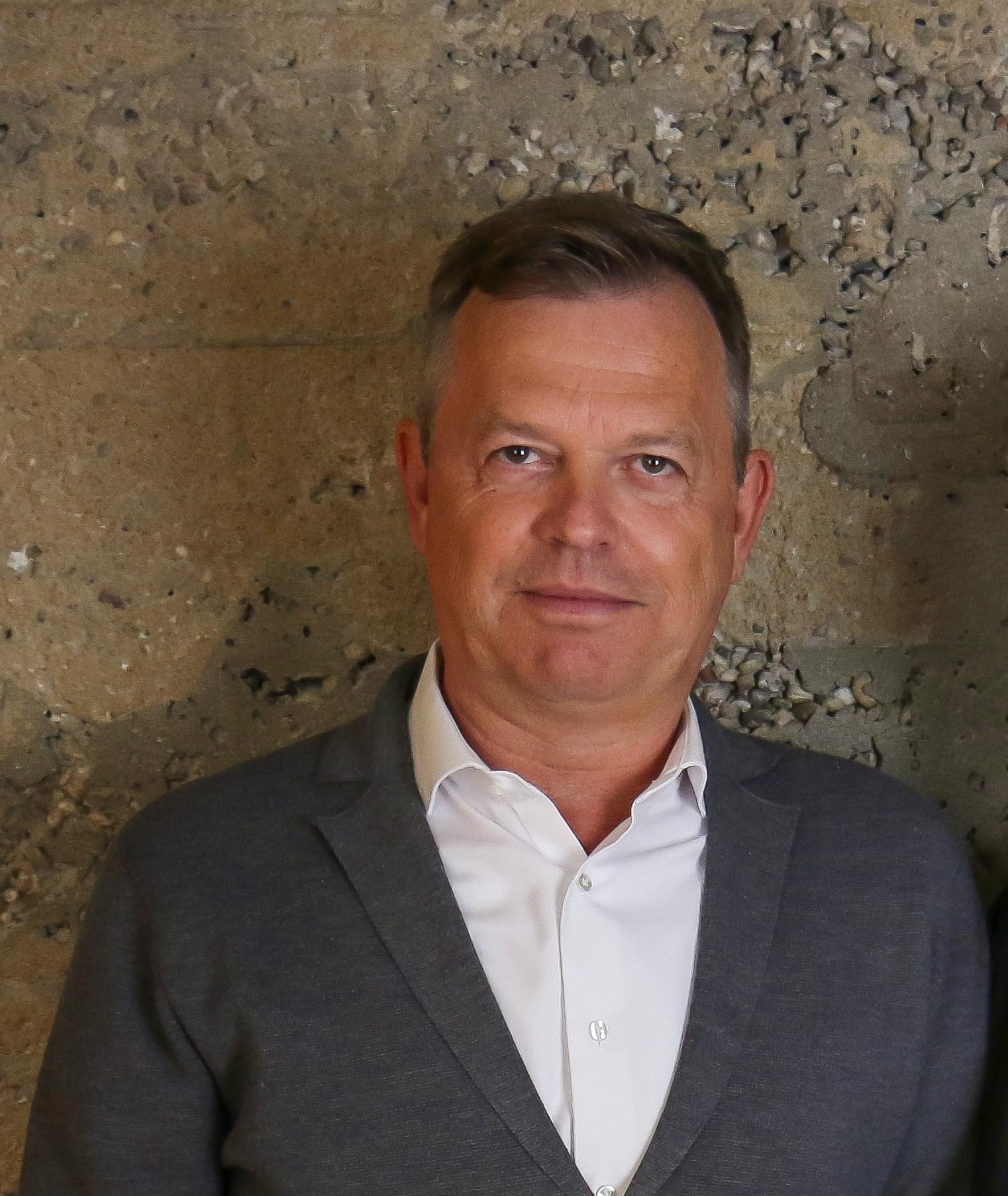
Detlef Altenbeck 2022

Detlef Altenbeck (* 3. März 1966 in Düsseldorf) ist ein deutscher Theaterregisseur, Autor und Leiter der Denkwerkstatt m.next.

## Leben
Nach dem Studium der Theater-, Film- und Fernsehwissenschaften, Neueren Deutsche Literaturgeschichte und Kunstgeschichte an der Universität Erlangen-Nürnberg, war Altenbeck von 1989 bis 1993 am Düsseldorfer Schauspielhaus als Regieassistent engagiert. Dort arbeitete er unter anderem mit den Regisseuren Werner Schroeter und Wilfried Minks zusammen.
Sein Regiedebüt folgte 1993 am Düsseldorfer Schauspielhaus, an dem anschließend weitere Inszenierungen folgten.
Von 1996 bis 2001 war Altenbeck als freier Regisseur unter anderem in Berlin, Düsseldorf, Hamburg und München tätig und inszenierte Oper, Schauspiel und Musical.
Im Jahr 2001 wurde Detlef Altenbeck zunächst Direktor des Musiktheaters und Schauspiels, später Intendant am Landestheater Coburg.
Seit Sommer 2010 arbeitet Detlef Altenbeck wieder als freier Regisseur und Autor und inszeniert Oper, Schauspiel und Musical.
Seit April 2018 arbeitet Altenbeck bei der Agentur für Live-Kommunikation marbet (Marion & Bettina Würth GmbH & Co.KG) und leitet dort die Denkwerkstatt m.next. Im m.next Podcast spricht Detlef Altenbeck mit einem Gast über relevante Themen der Zeit aus den Bereichen Gesellschaft, Kunst, Kultur, Wirtschaft und Politik. Gäste waren unter anderem Bettina Würth, Katharina Zweig, Christoph Lieben-Seutter, Anders Indset, Claudia Kemfert, Michael Butter, Marcel Fratzscher, Maren Urner, Antje von Dewitz, Katja Diehl, Ingo Hamm, Raul Krauthausen, Felix Beilharz, Ulf Buermeyer, Bob Blume, Robert Menasse und Michael Hüther.
An der DHBW  Duale Hochschule Baden-Württemberg in Ravensburg hat er seit 2019 einen Lehrauftrag zum Thema Dramaturgie und Inszenierung.

## Inszenierungen (Auswahl)
- Volksvernichtung oder meine Leber ist sinnlos von Werner Schwaab
- Das Kryptogramm von David Mamet
- Der Ansager einer Stripteasenummer gibt nicht auf von Bodo Kirchhoff (mit Ilja Richter)
- Enigma von Éric-Emmanuel Schmitt
- Die Affäre Rue de Lourcine von Eugène Labiche
- High Society, Musical von Cole Porter
- Play Strindberg von Friedrich Dürrenmatt
- La traviata, Oper von Giuseppe Verdi
- Gold’s Dämmerung von Jonthan Tolins
- Ladies Night von Stephen Sinclair und Anthony McCarten
- Kuss der Spinnenfrau, Musical von John Kander und Fred Ebb, Deutsche Erstaufführung
- Madama Butterfly, Oper von Giacomo Puccini
- Jeff Koons, Schauspiel von Rainald Goetz
- Tosca, Oper von Giacomo Puccini
- Die Möwe von Anton Pawlowitsch Tschechow
- Die Entführung aus dem Serail, Oper von Wolfgang Amadeus Mozart
- Frank N. Stein von Michael Seyfried, 2004, Uraufführung des Theaterstückes
- Hoffmanns Erzählungen, Oper von Jacques Offenbach
- Tamara, Bühnenschauspiel von John Krizanc, Deutsche Erstaufführung
- Karlos von Tankred Dorst
- Viva la Mamma von Gaetano Donizetti
- Don Giovanni, Oper von Wolfgang Amadeus Mozart
- My Fair Lady, Musical von Frederick Loewe und Alan Jay Lerner
- Das Henkersmahl von Lars Ceglecki, Uraufführung
- Carmen, Oper von Georges Bizet
- Das Versprechen von Friedrich Dürrenmatt, eigene Theaterfassung
- Hamlet, Tragödie von William Shakespeare
- Così fan tutte, Oper von Wolfgang Amadeus Mozart
- La Bohème, Oper von Giacomo Puccini
- Der Hauptmann von Köpenick, Drama von Carl Zuckmayer
- Endstation Sehnsucht, Oper von André Previn
- Das Rheingold, Oper von Richard Wagner
- Die zwölf Geschworenen, Schauspiel von Reginald Rose
- Die Zauberflöte, Oper von Wolfgang Amadeus Mozart
- Turandot, Oper von Giacomo Puccini
- Der Geizige nach Molière, Poprevue über das Geld
- Aida, Musical von Elton John und Tim Rice
- Frank Sinatra, Musical von Detlef Altenbeck, Uraufführung Berlin
- Ich bin ein Berliner, Theaterstück über John F. Kennedy von Detlef Altenbeck, Uraufführung Berlin
- Tod aber glücklich (Lucky Stiff), Musical von Lynn Ahrens und Stephan Flaherty